# Havia de Stolzmann
L'havia de Stolzmann (Chlorothraupis stolzmanni) és un ocell de la família dels cardinàlids (Cardinalidae).

## Hàbitat i distribució
Viu a la selva humida de l'oest de Colòmbia i de l'Equador.